# Smith (volcà)
Smith, també conegut com a Mont Babuyan, és un con d'escòries de l'illa Babuyan, la més septentrional del grup d'illes Babuyan a l'estret de Luzón, al nord de l'illa principal de Luzón, a les Filipines. És un dels volcans actius de les Filipines, que va entrar en erupció per última vegada el 1924.
El con d'escòries, amb poca vegetació, s'eleva fins als 688 msnm, amb un diàmetre de base de 4,5 quilòmetres. Les capes de colades de lava basàltica són evidents al sud del volcà.
El volcà Smith és un dels cinc centres volcànics del Pleistocè a l'Holocè de l'illa Babuyan, amb Smith com el volcà més jove de l'illa. El volcà més alt de l'illa és Babuyan Claro, també conegut com Mt. Pangasun, un estratovolcà actiu amb dos cràters cimers ben conservats de 300 i 400 metres de diàmetre, situat al centre de l'illa.